# Polyporaceae
Polyporaceae is een grote familie van schimmels behorend tot de orde Polyporales. Het is een omvangrijke familie met in totaal 1750 soorten in 141 geslachten.

## Kenmerken
Het vruchtvlees van de vruchtlichamen is zacht tot taai. De overgrote meerderheid van de soorten heeft poriën aan de onderzijde van de hoed, maar er zijn ook soorten met lamellen of schimmels met lamellaire structuren. Het sporenpoeder heeft een witte kleur; cystidia zijn niet aanwezig. Sommige soorten zijn gesteeld; bij andere soorten ontbreekt de steel of zit aan de zijkant. Veel soorten groeien in een consolevorm.
De meeste soorten zijn saprobiërs op dood hout, sommige soorten kunnen ook parasiteren op levende bomen en andere houtachtige planten.
Vanwege de textuur van het vruchtvlees zijn de meeste soorten niet eetbaar. Uitzonderingen zijn de zwavelzwam (Laetiporus sulphureus) en de zadelzwam (Polyporus squamosus), die jong eetbaar zijn. De traditionele Chinese geneeskunde gebruikt sommige soorten als medicinale paddenstoel, zoals het gewoon elfenbankje (Trametes versicolor), de schermpjeseikhaas (Polyporus umbellatus) en de echte tonderzwam  (Fomes fomentarius), omdat ze een antibioticum bevatten.

## Soorten
De volgende soorten worden in een afzonderlijk artikel behandeld:
- Anijskurkzwam (Trametes suaveolens)
- Bleke borstelkurkzwam (Trametes trogii)
- Bruine borstelkurkzwam (Coriolopsis gallica)
- Dennenvoetzwam (Phaeolus schweinitzii)
- Duindennenzwam (Diplomitoporus flavescens)
- Echte tonderzwam (Fomes fomentarius)
- Elfenbankje (Trametes versicolor)
- Fopelfenbankje (Lenzites betulinus)
- Franjeporiezwam (Polyporus tuberaster)
- Roodporiehoutzwam (Daedaleopsis confragosa)
- Ruig elfenbankje (Trametes hirsuta)
- Vorkplaathoutzwam (Lenzites warnieri)
- Waaierbuisjeszwam (Polyporus varius)
- Wijdporiekurkzwam (Datronia mollis)
- Winterhoutzwam (Polyporus brumalis)
- Witte bultzwam (Trametes gibbosa)
- Zadelzwam (Polyporus squamosus)

De familie bestaat uit de volgende geslachten:
1. Abundisporus - 8 soorten
2. Amauroderma - 72 soorten
3. Amyloporiella - 1 soort
4. Atroporus - 1 soort
5. Australoporus - 1 soort
6. Bresadolia - 5 soorten
7. Cellulariella - 2 soorten
8. Cerarioporia - 1 soort
9. Cerioporus - 19 soorten
10. Colospora - 2 soorten
11. Coriolopsis - 22 soorten
12. Coriolus - 10 soorten
13. Crassisporus - 4 soorten
14. Cryptoporus - 2 soorten
15. Cyanosporus - 31 soorten
16. Cystostiptoporus - 1 soort
17. Daedaleopsis - 11 soorten
18. Datronia
19. Datroniella
20. Dentocorticium
21. Dichomitus
22. Diplomitoporus
23. Donkioporia - 2 soorten
24. Earliella - 1 soort
25. Echinochaete
26. Endopandanicola
27. Epithele
28. Epithelopsis
29. Erastia
30. Faerberia
31. Favolus - 37 soorten
32. Fomes - 49 soorten
33. Funalia
34. Fuscocerrena
35. Globifomes
36. Grammothele
37. Grammothelopsis
38. Hapalopilus
39. Haploporus
40. Heliocybe
41. Hexagonia
42. Hymenogramme
43. Laccocephalum
44. Laetifomes
45. Leifiporia - 2 soorten
46. Leiotrametes
47. Lentinus
48. Lenzites - 29 soorten
49. Lignosus - 8 soorten
50. Lloydella - 8 soorten
51. Lopharia
52. Loweporus
53. Macrohyporia
54. Megasporia
55. Megasporoporia
56. Melanoderma
57. Melanoporella
58. Melanoporia
59. Microporellus
60. Microporus - 14 soorten
61. Mollicarpus
62. Mycobonia - 1 soort
63. Myriothele
64. Navisporus
65. Neodatronia
66. Neodictyopus
67. Neofavolus
68. Neofomitella
69. Neolentinus - 9 soorten
70. Neolentiporus - 1 soort
71. Nigrofomes
72. Nigroporus
73. Pachykytospora
74. Panus - 41 soorten
75. Perenniporia
76. Perenniporiella
77. Perenniporiopsis
78. Phaeotrametes
79. Physisporus
80. Picipes
81. Pilatotrama
82. Podofomes
83. Polyporellus
84. Polyporus - 248 soorten
85. Poria - 27 soorten
86. Porogramme - 8 soorten
87. Poronidulus
88. Pseudofavolus
89. Pseudomegasporoporia
90. Pseudopiptoporus
91. Pycnoporus
92. Pyrofomes
93. Rhodonia
94. Riopa
95. Roseofavolus - 1 soort
96. Royoporus - 1 soort
97. Rubroporus - 2 soorten
98. Ryvardenia
99. Sarcoporia
100. Sparsitubus
101. Stiptophyllum
102. Szczepkamyces
103. Theleporus
104. Tinctoporellus
105. Trametes - 195 soorten
106. Trametopsis - 3 soorten
107. Truncospora - 14 soorten
108. Tyromyces - 139 soorten
109. Ungulina - 1 soorten
110. Vanderbylia - 10 soorten
111. Xerotus - 17 soorten
112. Yuchengia - 1 soort